# (2562) Chaliapin
(2562) Chaliapin es un asteroide perteneciente al cinturón de asteroides, descubierto el 27 de marzo de 1973 por la astrónoma ucraniana Liudmila Zhuravliova desde el Observatorio Astrofísico de Crimea (República de Crimea).

## Designación y nombre
Designado provisionalmente como 1973 FF1. Fue nombrado Chaliapin en honor al cantante de ópera ruso Fiódor Chaliapin.